# Ceton
Ceton es una comuna francesa situada en el departamento de Orne, en la región de Normandía.

## Demografía
| 1877 | 1720 | 1682 | 1809 | 1786 | 1919 | 1768 |
| Para los censos de 1962 a 1999 la población legal corresponde a la población sin duplicidades (Fuente: INSEE [Consultar]) |      |      |      |      |      |      |